# Српска радикална странка (Црна Гора, 1994)
Српска радикална странка Црне Горе (1994) је бивша политичка странка у Црној Гори. Настала је 1994. године, након раскола у првобитној Српској радикалној странци Црне Горе, која је основана средином 1992. године. Почетком 1994. године, из првобитне СРСЦГ искључена је група на челу са Радованом Вукчевићем, ранијим предсједником Извршног одбора првобитне СРСЦГ. Не желећи да прихвати новонастало стање, Вукчевићева група је оспорила ваљаност искључења, тврдећи да је Вукчевић једини законити представник странке. Тиме је означен почетак дуготрајних и сложених спорова који су током наредних година вођени поводом права на употребу страначког имена и права на располагање посланичким мандатима у Скупштини СРЈ и Скупштини Црне Горе. Уз подршку владајућих странака, Вукчевићева група је током 1994. године успјела да озваничи свој статус, а затим је током 1995. године успјела да оспори свих осам посланичких мандата првобитне СРСЦГ у Скупштини Црне Горе. Уживајужи подршку црногорског режима, странка је наступила самостално на скупштинским изборима који су у Црној Гори одржани у новембру 1996. године, освојивши свега 861 (0,29%) гласова, након чега се распала и угасила.

## Оснивање и дјелатност
Током 1993. године, у првобитној Српској радикалној странци Црне Горе, која је основана средином 1992. године под окриљем Српске радикалне странке из Београда, дошло до првих унутрашњих расправа и спорова, који су привремено разрешени крајем октобра 1993. године, када се Радован Вукчевић повукао са функције предсједника Извршног одбора СРСЦГ, након чега је на поменуту функцију изабран Драго Бакрач. Међутим, у јануару 1994. године, Вукчевић је остао и без преосталих функција у средишњим органима странке, а повјерење страначке централе су у међувремену изгубили и његови сарадници, Душан Бошковић и Славољуб Шошкић, што је формализовано њиховим искључењем из странке. Не желећи да изгубе посланичке мандате у Скупштини СРЈ, искључени функционери (Вукчевић, Бошковић и Шошкић) су оспорили ваљаност искључења, тврдећи да је Вукчевић једини законити представник СРС у Црној Гори, а као главно упориште за ту тврњу послужила им је чињеница што у државном регистру странака Црне Горе још увек није била констатована измјена из октобра 1993. године, када се Вукчевић повукао са челне функције у странци, препустивши је Бакрачу. Настојећи да ослабе СРС у Црној Гори, владајуће странке су пружиле подршку Вукчевићевој групи, која је по том основу успјела да сачува своје мандате у Скупштини СРЈ.
Тиме је био означен почетак дуготрајних и сложених правних спорова, који су вођени поводом права на употребу страначког назива и права на располагање посланичким мандатима. Иако су поменути спорови стигли и до уставних судова, Вукчевићева група је уз помоћ владајућих странака успјела да се легализује, присвојивши током 1994. године право на употребу страначког назива (Српска радикална странка Црне Горе), чиме је створена паралелна СРСЦГ, након чега је покренут и поступак за одузимање мандата осморици посланика у Скупштини Црне Горе, који су били изабрани на листи првобитне СРСЦГ. Уз помоћ режимске већине, Вукчевићева паралелна СРСЦГ је крајем 1995. годне успјела да оспори свих осам посланичких мандата првобитне СРСЦГ, што је наишло на бурне реакције у политичкој јавности. Одузимање посланичких мандата странци која је легално учествовала на изборима наишло је на осуду свих опозиционих странака и шире јавности. Иако су долазили са разних страна, протести нису имали учинка, тако да је првобитна СРСЦГ на крају била приморана да се почетком 1996. године пререгиструје под називом: Српска радикална странка др Војислав Шешељ (СРСВШ).
Настојећи да задобије дио радикалских гласова, паралелна СРСЦГ је наступила самостално на скупштинским изборима који су у Црној Гори одржани у новембру 1996. године, освојивши свега 861 (0,29%) гласова, што је сматрано великим неуспјехом, тако да се Вукчевићева странка недуго потом распала и угасила. У савременој политичкој историји Црне Горе, примјери озваничења паралелне СРСЦГ (1994) и одузимања посланичких манадата првобитној СРСЦГ (1995) сматрају се насликовитијим свједочанствима о размјерама тадашњих политичких манипулација, које су од стране режима вршене на политичкој сцени Црне Горе.